# Filipinas nos Jogos Olímpicos de Verão de 1992
As Filipinas competiram nos Jogos Olímpicos de Verão de 1992, realizados em Barcelona, Espanha.